# Буканов, Василий Васильевич
Василий Васильевич Буканов — советский хозяйственный, государственный и политический деятель, военюрист 1-го ранга.

## Биография
Родился в 1898 году в Калуге. Член ВКП(б) с 1919 года.
Участник Гражданской войны. С 1919 года — на хозяйственной, общественной и политической работе. В 1919—1948 гг. — в органах юстиции, председатель Московского областного суда, участник Великой Отечественной войны, член военной коллегии Верховного суда СССР, начальник 1-го отдела по спецделам военных округов и фронтов, заместитель начальник Правового отдела советских войск в Германии.
Избирался депутатом Верховного Совета РСФСР 1-го созыва.